# اصحاب رس
اَصحاب رَسّ به‌باور مسلمانان گروهی معرفی شده‌اند که از پرستش خدا سر باز زدند، و بنا به پاره‌ای روایات، زنانشان نیز به مُساحِقِه می‌پرداختند. طبق سوره‌های قرآنی، خداوند پیامبری برای هدایت آنان فرستاد، او را در چاه انداختند و به همین دلیل خدا آنان را عذاب کرد. دربارهٔ زمان و مکان زندگی این گروه، و همچنین نام پیامبر آنها، اختلاف وجود دارد.

## در قرآن
در قرآن در دو مورد سخن از اصحاب رَس به میان آمده، نخست در آیه ۱۲ سورهٔ ق، که از تکذیب آنها از پیامبرشان، سخن گفته شده؛ دوم در آیهٔ ۳۸ فرقان، که بیانگر عذاب اصحاب رَس در ردیف قوم عاد و ثَمود است، که همانند آنها بر اثر عذاب الهی نابود شدند.
كَذَّبَتْ قَبْلَهُمْ قَوْمُ نُوحٍ وَأَصْحَابُ الرَّسِّ وَثَمُودُ (ترجمه: پيش از آنان قوم نوح و «اصحاب رسّ‌» و قوم ثمود پيامبرانشان را تكذيب كردند.)[ق–۱۲]

وَعَادًا وَثَمُودَ وَأَصْحَابَ الرَّسِّ وَقُرُونًا بَيْنَ ذَٰلِكَ كَثِيرًا (ترجمه: همچنين قوم عاد و ثمود و اصحاب رَسّ و اقوام بسيارى را كه در اين ميان بودند، هلاك كرديم.)[فرقان–۳۸]

### دلیل نام‌گذاری
رَس واژه‌ای سامی است و در زبان‌های آرامی و عبری به‌معنای شکستن به کار می‌رفته و در زبان عربی نیز به معنای حفر کردن و چاه به کار رفته‌است. گفته شده منظور از آن در اصطلاح قرآنی چاه است و اصحاب رَس قومی بودند که پیامبر خود را در چاه انداختند. همچنین رَس نام کوه، نهر، طایفه و قوم نیز ذکر شده‌است.

## داستان اصحاب رَس
دربارهٔ اینکه اصحاب رَس چه گروهی بوده‌اند، روایات مختلفی وجود دارد، که در ادامه برخی از آنها آورده شده:

### روایت اول
بر اساس روایتی از علی بن ابی‌طالب، امام اول شیعیان، اصحاب رَس قومی معرفی شده‌اند که پس از سلیمان می‌زیسته‌اند آنان درخت صنوبری را می‌پرستیدند. گفته شده این درخت را یافث بن نوح در کنار رودی به نام روشاب نشانده بود که کسی اجازه نوشیدن و استفاده از آن آب را نداشت. هرساله در ایام عید آن قوم به گرد آن درخت می‌آمدند و به شاخه‌های آن پارچه‌های گوناگون می‌بستند و سپس به دعا، تضرع و قربانی کردن می‌پرداختند. پس از آن شیطان می‌آمد و شاخه‌های درخت را تکان می‌داد و از اعمال آنان اظهار خشنودی می‌کرد. اصحاب رَس هم به عیش‌ونوش ازجمله مساحقه می‌پرداختند. خدا نوهٔ یهودا پسر یعقوب را به پیامبری این قوم فرستاد تا هدایت‌شان کند اما آنان به او ایمان نیاوردند و به آزار و اذیت او دست زدند. پس از دعای پیامبر، درخت خشک شد و قوم رَس پیامبر را گناهکار و مقصر دانسته و او را در چاه انداختند این کار غضب خدا را در پی داشت.

### روایت دوم
بر پایهٔ روایتی از محمد بن عبداللّه، پیامبر مسلمانان، که محمد بن کعب بن قرظی آن را روایت کرده‌است؛ خدا برای قومی پیامبری فرستاد که با تکذیب آنان روبه‌رو شد. آنان پیامبر را در چاهی انداختند و بر درِ چاه سنگ بزرگی گذاشتند. در آن دیار غلامی می‌زیست که با جمع کردن هیزم امرار معاش می‌کرد. او به آن پیامبر ایمان آورده بود و هر روز آب و خوراکی برای پیامبر در چاه فرو می‌فرستاد که در یک روز خواب بر او چیره شد و به‌فرمان خدا ۱۴ سال در خواب ماند هنگامی که بیدار شد گمان کرد فقط ساعتی خواب بوده‌است سپس غذایی را آماده کرد و بر سر چاه رفت اما از پیامبر خبری نبود. بر اساس این حدیث، هنگامی که او در خواب بود خدا عذابی بر قومش نازل کرده بود و آنان از کار خود پشیمان شده و پیامبر را آزاد کردند.

### روایت سوم
در دسته‌ای از روایات، زیستگاه اصحاب رَس، حضرموت یمن و پیامبرشان حنظلة بن صفوان ذکر شده که مردم آن دیار به مساحقه می‌پرداختند. حنظله تلاش می‌کرد تا آنان را از این گونه اعمال بازدارد اما آنان به آزار و اذیت او پرداختند و او را در چاه انداختند، خداوند سیل عرم را نازل کرد. گفته شده در قبر حنظله نوشته‌ای پیدا شده که بر آن از زبان حنظله نوشته شده که وی پیامبر خدا بوده و برای حمیر، عریب و عزیز از اهل یمن مبعوث شده، ولی او کشته شد. در برخی از این روایات زنی به نام دلهاث دختر ابلیس، مساحقه را به زنان آن قوم آموزش می‌داده و آنان را به انجام آن ترغیب می‌کرده‌است.
همچنین اصحاب رَس، طایفه‌ای از ثَمود و اعراب بادیه از قبیله حضوراً که پیامبرشان شعیب بن ذی مهرع بوده دانسته شده‌اند. در برخی روایات اصحاب رَس، چادرنشین و دام‌پرور معرفی شده و از شعیب به‌عنوان پیامبر آنان یاد شده‌است.

## زمان و مکان زندگی
مناطق مختلفی به‌عنوان زیستگاه اصحاب رَس ذکر شده‌است. منطقهٔ رود ارس، حضرموت یمن و یمامه از آن جمله‌اند. گفته شده ذوالقرنین از شهر آنها دیدن کرده‌است.
علامه مجلسی به مقایسهٔ اقوال مختلف و طبقه‌بندی زمانی اصحاب رَس از سوی نویسندگان پیش از خود پرداخته‌است.

## در روایات اهل بیت
در برخی روایات اهل بیت به اصحاب رَس و عملکرد آنان اشاره شده‌است؛ در روایتی جعفر صادق، زنان بدکار اصحاب رَس را، دوزخی خوانده، و عمل بد آنان را در حد زنا توصیف کرده‌است. بخشی از خطبه ۱۸۲ نهج البلاغه نیز دربارهٔ آنان است که در آن از اصحاب مداین رَس به‌عنوان قومی سخن به میان آمده که پیامبر خویش را کشتند.